# Kung Fu Panda 3
Kung Fu Panda 3 és una pel·lícula d'animació d'arts marcials i comèdia d'acció xinesa i estatunidenca produïda per Dreamworks Animation. Està dirigida per Jennifer Yuh Nelson i Alessandro Carloni, escrita per Jonathan Aibel i Glenn Berger, produïda per Melissa Cobb, amb la producció executiva de Guillermo del Toro. És la seqüela de la pel·lícula de 2011 Kung Fu Panda 2 i el tercer lliurament de la franquícia Kung Fu Panda. Va ser distribuïda per CJ Entertainment a Corea del Sud i per la 20th Century Fox en la resta del món. La pel·lícula es va doblar al català.

## Argument
Al Regne dels Esperits, el Mestre Oogway medita fins que és interromput per Kai, un iac i enemic d'Oogway. Es barallen però Kai aconsegueix agafar Oogway i li roba el seu txi, no abans que Oogway li digui a Kai que el Guerrer Drac el derrotarà. Kai s'ho pren com un desafiament, torna al món dels mortals i ordena als seus sequaços atrapar-lo. Mentrestant, a la Vall de la Pau Po i els 5 Furiosos es reuneixen amb el Mestre Shifu, que anuncia la seva retirada com a Mestre per fer l'entrenament de trenta anys de Mestre Txi i dona el paper del mestre a Po. Al principi Po està emocionat, però la seva tècnica de Kung Fu no funciona com ell s'esperava i deixa els 5 Furiosos ferits i lesionats. A la nit, Shifu li mostra a Po la tècnica del Txi. Encara que Po la vol aprendre immediatament, Shifu li diu que ho aconseguirà d'aquí a 30 anys. Po diu que no pot esperar tant i que no pot ser un bon mestre i Shifu li diu que en comptes de tractar de ser un mestre, ha de mirar de ser ell mateix.
L'endemà al matí Po s'està banyant a La Tenda de Fideus del Senyor Ping, que se sorprèn de veure'l. Po li explica que està preocupat per ser un bon mestre en el futur; tanmateix, Ping, en escoltar això, pensa que aquesta és una bona oportunitat de promocionar millor la seva Tenda de Fideus. Llavors són interromputs per un porc de la vall que els avisa que algú està batent el rècord de Po de menjar més dumplings. Po i Ping descobreixen que qui ha batut el rècord és un panda anomenat Li Shan que està buscant el seu fill. Al principi, Po i Li no es reconeixen com a pare i fill, però després, en adonar-se'n, s'abracen i Li revela al seu fill que li van posar el nom Lotus quan era un nadó. Encara que Po està orgullós de veure per fi el seu pare biològic, el Senyor Ping se sent gelós per la presència de Li i creu que aquest no pot ser el pare de Po. Po i Li deixen La Tenda de Fideus i van al Saló d'Herois, on es diverteixen jugant amb les relíquies fins que són sorpresos pels 5 Furiosos i Shifu. Po presenta Li als 5 i a Shifu. En aquest moment sona l'alerta, la vall és atacada per estàtues de jade, Po, Shifu i els 5 van a la vall a lluitar. Po descobreix que les estàtues són semblants a vells mestres xinesos que van morir fa 100 anys. Després descobreixen que va ser obra de Kai, encara que ningú ha sentit a parlar d'ell.
Shifu va amb els 5 Furiosos, Po, Li i Ping a la secció de rotllos on troben el pergamí que explica qui és Kai. El text diu que Kai era amic i germà d'armes d'Oogway, fins que un dia Oogway va quedar ferit i Kai el va portar al Llogaret dels Pandes, on el van guarir i li van ensenyar com usar el Txi. Kai va començar a utilitzar aquesta tècnica per robar el Txi dels mestres, i així Oogway va haver de lluitar contra ell i enviar-lo al Regne dels Esperits. Li promet a Po que el portarà al Llogaret de Pandes on li ensenyarà a usar el Txi. Ping es nega al fet que Li s'emporti el seu fill adoptiu però no pot fer res per impedir-ho. En el viatge rumb al Llogaret, Po descobreix Ping amagat en la cistella de provisions. Ping li explica que ho va fer perquè li preocupava el fet que en el Llogaret no hi hagués el menjar que li agrada, llavors Li accepta que Ping vagi al Llogaret i continuen el viatge. En el Llogaret, Po se sent orgullós de no ser l'únic panda i coneix diferents pandes, entre ells: Lei Lei, una panda nena que s'ensenyoreix de la joguina tallada de Tigressa de Po, Dim i Sum, 2 pandes primers de Po i Mei Mei, una panda ballarina que té certa atracció cap a Po. Mentrestant, Li ensenya a Po com ser un panda abans de revelar-li la tècnica del Txi i li mostra una pintura de la seva mare, i li confessa que va creure haver-lo perdut per sempre, llavors Po promet a Li que no ha de preocupar-se per això mai més.
A la Vall, en veure que molts mestres han desaparegut, Shifu envia Mantis i Grua amb Mestre Ós, Mestre Cocodril i Mestre Pollastre a trobar Kai. No obstant això, tots són capturats i Kai roba el seu Txi. Kai arriba al Palau de Jade, el destrueix i roba els Txi de Mico, Escurçó i Shifu. Tigressa aconsegueix escapar i s'emporta el rotllo de Kai al Llogaret de Pandes per avisar a Po que Kai està en camí. Els pandes es preparen per fugir i Po exigeix al seu pare Li que li ensenyi la tècnica del Txiperò aquest li revela que no sap com fer-ho igual que els altres pandes i que li va mentir per portar-lo de tornada al Llogaret i no perdre'l un altre cop. Po, enfurismat, li diu que ja el va perdre i se'n va a entrenar per a la baralla contra Kai. Ping va a casa de Li amb un bol de dumplings i li explica que no va ser en realitat l'únic a mentir-li a Po, li confessa que el preocupava que ell s'emportés Po de la seva vida, però en entendre que només li va donar una mica de felicitat, va veure que no el perdria i li diu que el millor que poden fer com a pares és ajudar el seu fill.
Tigressa evita que Po segueixi entrenant i li recorda que només un mestre de Txi pot derrotar Kai. Li, Ping i Els Pandes decideixen quedar-se perquè Po els ensenyi Kung Fu. Però Po, en comptes d'entrenar-los en Kung Fu, els entrena amb les activitats pròpies dels Pandes. Així, Po idea un pla per derrotar Kai. Quan Kai arriba al Llogaret de Pandes, els pandes lluiten contra les seves estàtues de jade i Po aconsegueix arribar a ell. Però en tractar d'usar la «clau dactilar Wuxi», Kai li revela que només funciona amb mortals i que ell és un esperit. Kai lluita contra Po i aquest, en veure que no pot derrotar-lo i que els Pandes estan en perill, s'abraça a Kai i usant la «clau dactilar Wuxi» contra ell mateix es transporta juntament amb Kai al Regne dels Esperits. En arribar, lluiten un altre cop, Kai aconsegueix agafar Po i comença a prendre-li el Txi. Mentrestant, en El Llogaret, Li, Ping, Tigressa i els Pandes intenten alliberar el seu Txi per ajudar Po; gràcies a això, Po aconsegueix deixar-se anar, descobrir la clau d'un Mestre Txi i derrotar Kai.
Amb Kai ja derrotat, tots els mestres, incloent-hi Shifu i Els 5 Furiosos, s'alliberen i es pregunten on és Po. De tornada al Regne, Oogway s'allibera i li diu a Po que el va triar a ell per la forma de color del Ying i el Yang, ja que veia el futur i el passat, i que a més Li és el seu pare biològic i que llegeix missatges de l'univers. Po, a decisió d'ell mateix, torna al món dels mortals i tots l'abracen, inclosos els seus pares. Tots tornen al Vall de la Pau, on Po va començar la seva aventura, i on aprenen a usar el Txi.

## Repartiment
- Jack Black com a Po. Lotus*

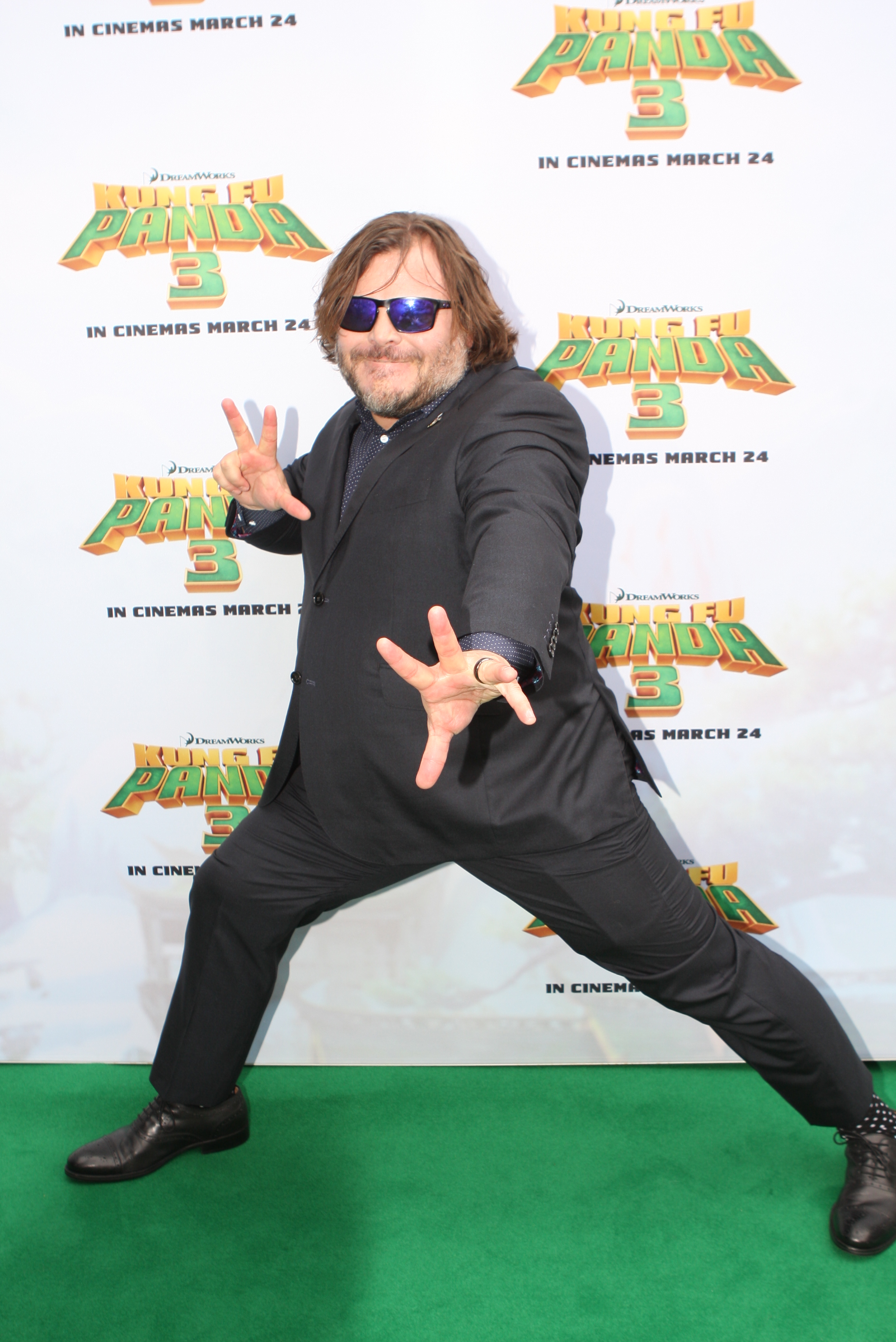
Jack Black, interpreta Po.

- Bryan Cranston com a Li Shan, pare biològic de Po.
- James Hong com a Sr. Ping.
- J. K. Simmons com a Kai.
- Dustin Hoffman com a Mestre Shifu.
- Angelina Jolie com a Mestra Tigressa.
- David Cross com a Mestre Grua.
- Jackie Chan com a Mestre Mico.
- Wayne Knight com a Hom-Lee.
- Seth Rogen com a Mestre Mantis.
- Lucy Liu com a Mestre Escurçó.
- Kate Hudson com a Mei Mei.
- Randall Duk Kim com a Mestre Oogway.
- Steele Gagnon com a Bao.

## Producció
El 2010 el director executiu de DreamWorks Animation, Jeffrey Katzenberg, va anunciar que havia pensat en la franquícia Kung Fu Panda com a sis pel·lícules, o capítols, en conjunt. Al juliol de 2012, Kung Fu Panda 3 va ser confirmada oficialment per Bill Damaschke, director creatiu de DWA.
La pel·lícula es va fer com una coproducció entre DreamWorks Animation i Oriental DreamWorks, un estudi amb seu a Xangai, fundat el 2012 com una associació entre DreamWorks Animation i empreses xineses. Un terç de la pel·lícula es va fer a la Xina, i la resta als Estats Units, el DWA. Aquesta va ser la primera vegada que una gran pel·lícula d'animació nord-americana es coproduí amb una empresa xinesa. Els realitzadors han treballat en estreta col·laboració amb la censura xinesa per assegurar-se que fos acceptada per l'Estat. La posició de la pel·lícula com a coproducció a la Xina permet a les empreses de producció eludir l'estricta quota d'importació del país i prendre un percentatge més gran dels ingressos de taquilla que pel·lícules importades. Per assegurar l'èxit de la pel·lícula a la Xina, a més de la versió en anglès, la versió en mandarí va ser complement animada, i són les úniques que tenen els llavis dels personatges sincronitzats amb les veus.
Kung Fu Panda 3 torna a reunir a l'equip de la segona pel·lícula, incloent-hi la directora Jennifer Yuh Nelson, produïda per Melissa Cobb, escrita per Jonathan Aibel i Glenn Berger, i amb Guillermo del Toro com a productor executiu. Inicialment, Nelson dirigia la pel·lícula en solitari, però al febrer del 2015 s'hi va unir Alessandro Carloni com a codirector. D'acord amb les informacions, Carloni, que va ser el supervisor d'animació en la primera pel·lícula i dissenyador de storyboard en la segona, va entrar a l'equip després de la petició de Nelson de reforçar el banc de direcció per assegurar que la pel·lícula es completés sense retards. També es va anunciar que Rebel Wilson, Bryan Cranston i Mads Mikkelsen s'unirien a l'elenc de la pel·lícula.
L'antagonista de la pel·lícula, Kai, és el primer bergant amb poders sobrenaturals en la saga. És descrit per Del Toro en una entrevista com "el bergant més formidable fins ara", ja que els creadors volien que es diferenciés dels predecessors. Segons declaracions de Nelson: "No podia ser un lluitador perquè Tai Lung era un lluitador. No podia ser molt astut perquè Shen era astut. Quin camí podíem prendre? Fer-lo sobrenatural, més gran i encara més intimidant."
El 10 de setembre de 2012 es va anunciar que Kung Fu Panda 3 seria estrenada el 18 de març de 2016. El 9 d'abril de 2013 es va moure la data de llançament al 23 de desembre de 2015. Al desembre del 2014, la pel·lícula va retornar a la seva data d'estrena original per a evitar competir en cartellera amb Star Wars: Episode VII - The Force Awakens Finalment, a l'abril de 2015, la data va ser modificada una altra vegada, aquesta vegada per al 29 de gener de 2016 als Estats Units.
Kung Fu Panda 3 es va publicar digitalment el 13 de maig de 2016 i en DVD, Blu-ray i Blu-ray 3D el 28 de juny de 2016.

## Música
El 25 de juliol de 2015 es va anunciar que Hans Zimmer tornaria per a compondre la música de la pel·lícula.
La música inclou actuacions de músics asiàtics o d'origen asiàtic de renom com el pianista xinès Lang Lang, el violoncel·lista xinès Jian Wang, la virtuosa Karen Hua-Qi Ottosson (per tercera vegada a Kung Fu Panda 3), el músic Guo Gan, el cantant de pop taiwanès Jay Chou i el jove cantant canadencotaiwanès Patrick Brasca. La banda sonora va ser llançada el 22 de gener de 2016. John Powell, que va col·laborar amb Zimmer en les dues primeres pel·lícules, no va tornar al tercer lliurament a causa del seu treball al film Pan. Una part de la banda sonora inclou una melodia de la cançó "I'm So Sorry" de la banda de rock Imagine Dragons. The Vamps va gravar la cançó "Kung Fu Fighting" per a la banda sonora.
| Núm. | Títol | Durada |
| ---- | --- | ------ |
| 1.   | «"Oogway's Legacy"» (composta per Hans Zimmer i Lang Lang)                                                           | 2:00   |
| 2.   | «"Hungry for Lunch"»                                                                                                 | 1:15   |
| 3.   | «"The Power of Chi"»                                                                                                 | 4:12   |
| 4.   | «"The Arrival of Kai"»                                                                                               | 2:01   |
| 5.   | «"A New Father"» | 3:13   |
| 6.   | «"The Hall of Heroes"»                                                                                               | 2:59   |
| 7.   | «"The Legend of Kai"»                                                                                                | 4:01   |
| 8.   | «"The Panda Village"»                                                                                                | 3:39   |
| 9.   | «"Mei Mei's Ribbon Dance"»                                                                                           | 2:05   |
| 10.  | «"Jaded"» | 3:54   |
| 11.  | «"How To Be a Panda"»                                                                                                | 1:53   |
| 12.  | «"Portrait of Mom"» (composta per Hans Zimmer i Lang Lang)                                                           | 1:48   |
| 13.  | «"Po Belongs"» (composta per Hans Zimmer i Lang Lang)                                                                | 2:52   |
| 14.  | «"Kai is Closer"» | 3:15   |
| 15.  | «"Two Fathers"» | 3:11   |
| 16.  | «"The Battle of Legends"»                                                                                            | 3:31   |
| 17.  | «"The Spirit Realm"»                                                                                                 | 3:18   |
| 18.  | «"The Dragon Warrior"»                                                                                               | 2:51   |
| 19.  | «"Passing the Torch"»                                                                                                | 4:15   |
| 20.  | «"Father and Son"»                                                                                                   | 3:00   |
| 21.  | «"Kung Fu Fighting (Celebration Time)"» (interpretada per Shanghai Roxi Musical Studio Choirs i Metro Voices London) | 2:59   |
| 22.  | «"Try"» (interpretada per Jay Chou i Patrick Brasca)                                                                 | 4:00   |
| 26.  | «"Kung Fu Fighting"» (interpretada per The Vamps)                                                                    | 3:05   |